# Andrea Gibson
Andrea Gibson, född 13 augusti 1975, död 14 juli 2025, var en amerikansk poet och aktivist.  Gibsons poesi fokuserar på ämnen som rör könsnormer, politik, social rättvisa och HBTQ.
Hen bodde i Boulder, Colorado sedan 1999.

## Skivor
- Bullets and Windchimes (2003)
- Swarm (2004)
- When the Bough Breaks (2006)
- Yellowbird (2009)
- Flower Boy (2011)
- Truce (2013)
- Hey Galaxy (2018)[8]

## Böcker
- Pole Dancing to Gospel Hymns (2008)
- The Madness Vase (2012)
- Pansy (2015)
- Take Me With You (2018)
- Lord of the Butterflies (2018)
- How Poetry Can Change Your Heart (2019)
- You Better Be Lightning (2021)[9]